# Hôtel de Maleville

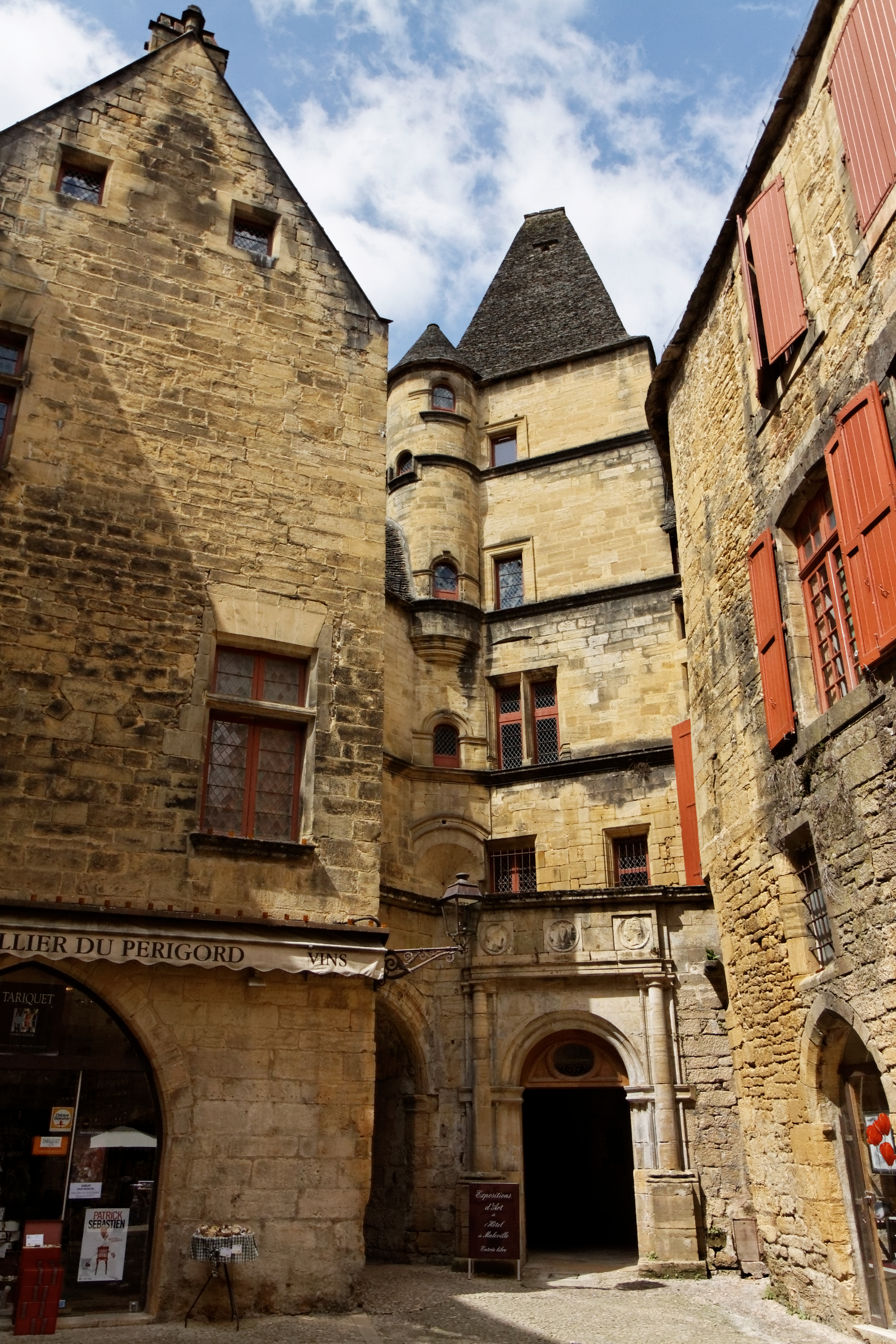
Hôtel de Maleville

Het Hôtel de Maleville of Hôtel de Vienne is een stadspaleis in de Franse stad Sarlat-la-Canéda.
Drie afzonderlijke gebouwen werden in het midden van de 16e eeuw samengevoegd en verbouwd tot stadspaleis. Het behoorde toe aan Jean de Vienne, surintendant des Finances van de Franse koning Hendrik IV. Later kwam het in het bezit van de familie De Maleville. 
Het centrale deel is erg hoog en smal en heeft daardoor het uitzicht van een toren. Hier bevindt zich de ingangspoort met bovenaan medaillons met de beeltenis van koning Hendrik IV en een vrouwenportret. De rechtergevel is bekroond met een puntgevel en geeft uit op de place de la Liberté.
Het Hôtel de Maleville werd beschermd als historisch monument in 1889.